# Джованні Вольпато
Джованні Вольпато (італ. Giovanni Volpato 1735, Ангарано — 1803, Рим) — італійський гравер, продавець антикваріата, кераміст XVIII ст. Справжнє прізвище Джованні Тревізан.

## Життєпис
Джованні Вольпато народився у містечку Бассано дель Граппа, що входило тоді до територій Венеціанської республіки. Точної дати народження не збережено, роком народження вважають 1735 рік. Мати художника була вишивальницею (і мереживницею). Вважають, що художні здібності сина від неї.

## У Венеції
1762 року він прибув у Венецію, де влаштувався на навчання у майстерню гравера Франческо Бертолоцці. Серед перших меценатів митця — герцог Парми Фердинанд. В цей період він узяв прізвище власної бабці, став зватися Джованні Вольпато.
Він створював не стільки власні композиції, скільки працював у галузі репродукційної гравюри. Тому створив декілька матриць з картин і творів Тінторетто, Джованні Баттіста П'яццетти, Марко Річчі, Якопо Амігоні, Франческо Цуккареллі та ін.

## У Римі. Бізнес на розкопках
1771 року меценат і покровитель художника, венеціанський дипломат Джироламо Джуліан, запросив його на працю у папський Рим. Джованні Вольпато заснував у папській столиці графічну школу і набув популярності, створивши низку акварелей на гравюр з фресок Рафаеля Санті у Ватикані та у палаці Фарнезе (Велика галерея, стінописи стін і стелі роботи Аннібале Карраччі). Серед творів цього періоду низка акварелей і гравюр із краєвидами різних кутків Риму та околиць міста (Ведута). Останні створені у співпраці із гравером П'єтро Дюкро (1745—1810), італійцем із Швейцарії, що працуював у Римі.
Серед корисних знайомих цього періоду був британський художник і торговець антикваріатом Гевін Гамільтон (1723—1798). Для Гевіна Гамільтона він створив низку гравюр для його твору «Школа італійського живопису».
У Римі Волпато сам став займатися розкопками з метою перепродажу віднайдених археологічних знахідок, чим уславився Рим, що не мав власного промислового виробництва і десятиліттями заробляв на паломниках, багатих іноземцях-туристах, перепродажах картин і гравюр та власних археологічних і середньовічних пам'яток у приватні колекції.
1792 року у співпраці із гравером Луї Дюкро він створив серію гравюр із зображенням інтер'єрів нового на той час музею Піо-Клементіно у Ватикані.

## Джованні Вольпато— кераміст. Бізнес на порцеляні
Вісімнадцяте століття проходило під знаком захопленням порцеляною. Моду на неї створили комерсанти Ост-Індської кампанії, що привозили до Європи китайську та японську порцеляну. Секрет виробництва порцеляни китайці змогли приховати від агресивних західноєвропейців. Тому рецепт порцелянової суміші в країнах Західної Європи відкривали самотужки. В авангарді цього процесу були саксонці (німці) і австрійці, згодом до них приєднались французи. Пасли задніх в цьому процесі англійці та італійці. Тому західноєвропейська порцеляна така різна за якостями, формами і декором, що спрацювало на її несхожість, національну забарвленість, котру так поціновують досі колекціонери, прихильники порцеляни і музеї.
До створення власного виробництва порцеляни залучився і Джованні Вольпато, що мав схильність до бізнесу. Лише 1785 року (коли уславились мануфактури Мейсен, Віденська порцеляна Аугартен, Севрська порцелянова мануфактура у Франції) він заснував власну порцелянову мануфактуру неподалік з церквою Санта-Пуденциана. Він приділяв увагу сировині, бо зажадав відтворювати у порцеляні зразки античної скульптури, котрі фактурою нагадували мармур, в порцеляні це так званий бісквіт (білий і нефарбований). Сировину для мануфактури привозили з кар'єрів Третто (Tretto) та Монтекарло (Лукка), з покладів Цивітта Кастеллана (Civita Castellana). Серед виробів мануфактури Вольпато — копії давньоримських скульптур з приватних колекцій та уславлені зразки з музеїв Риму (дев'ять муз, Аполлон, помираючий галл, фавн Барберіні тощо).
Стилістика порцелянових виробів його мануфактури орієнтувалась на смаки аристократів, котрі переходили від бароко до рококо і нової хвилі класицизму. Показовим було створення порцелянових мініатюр у бісквіті зі скульптур Антоніо Канова, відомого італійського представника пізнього класицизму і академізму.

## Смерть
Митець і бізнесмен помер 1803 року у Римі.
Джованні Вольпато мав сина, котрий продовжив порцеляновий та керамічний бізнес померлого батька на початку 19 ст.

## Обрана друкована графіка Вольпато

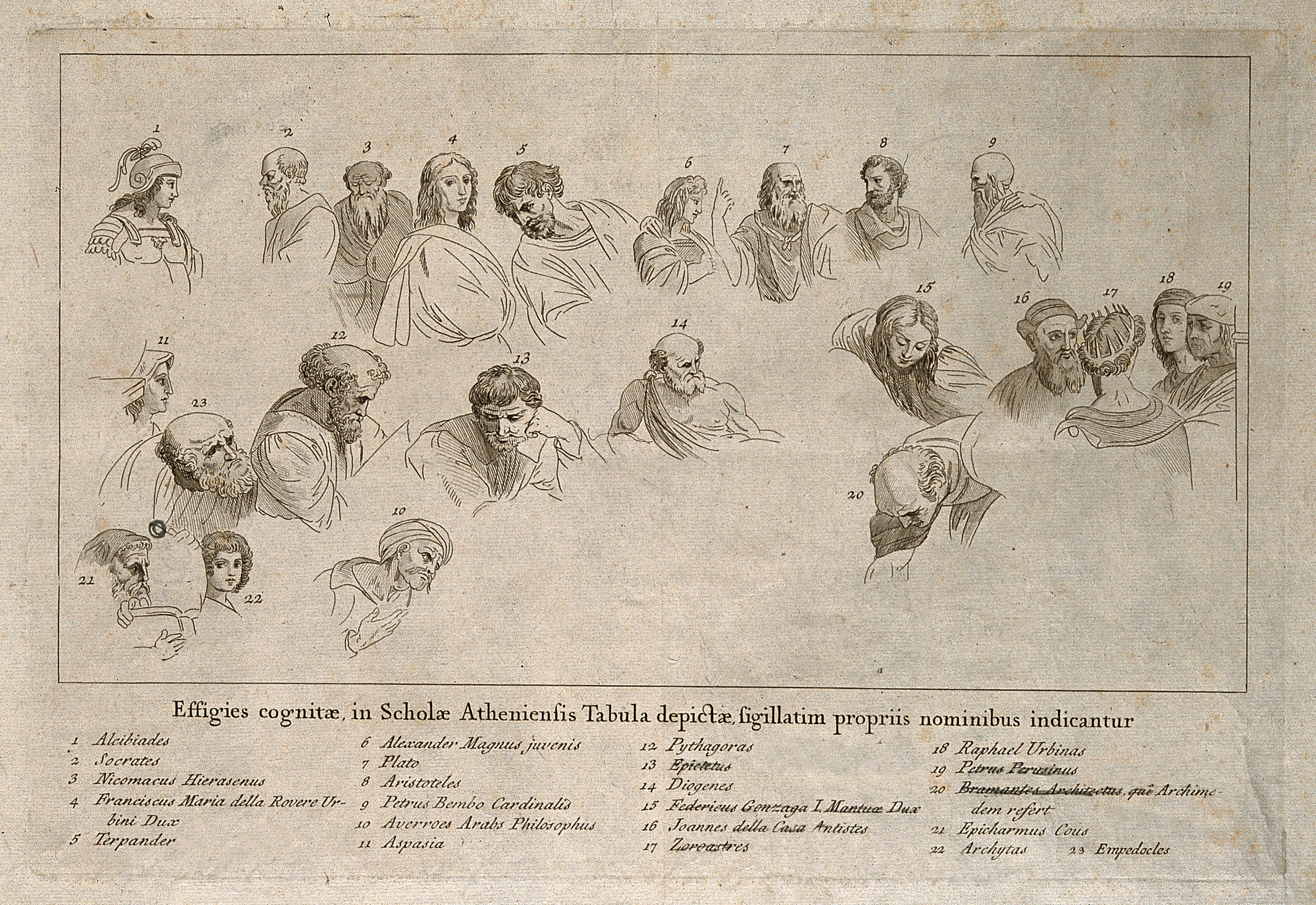
Джованні Вольпато з фрески Рафаеля Санті «Афінська школа» з позначками імен, хто є хто.

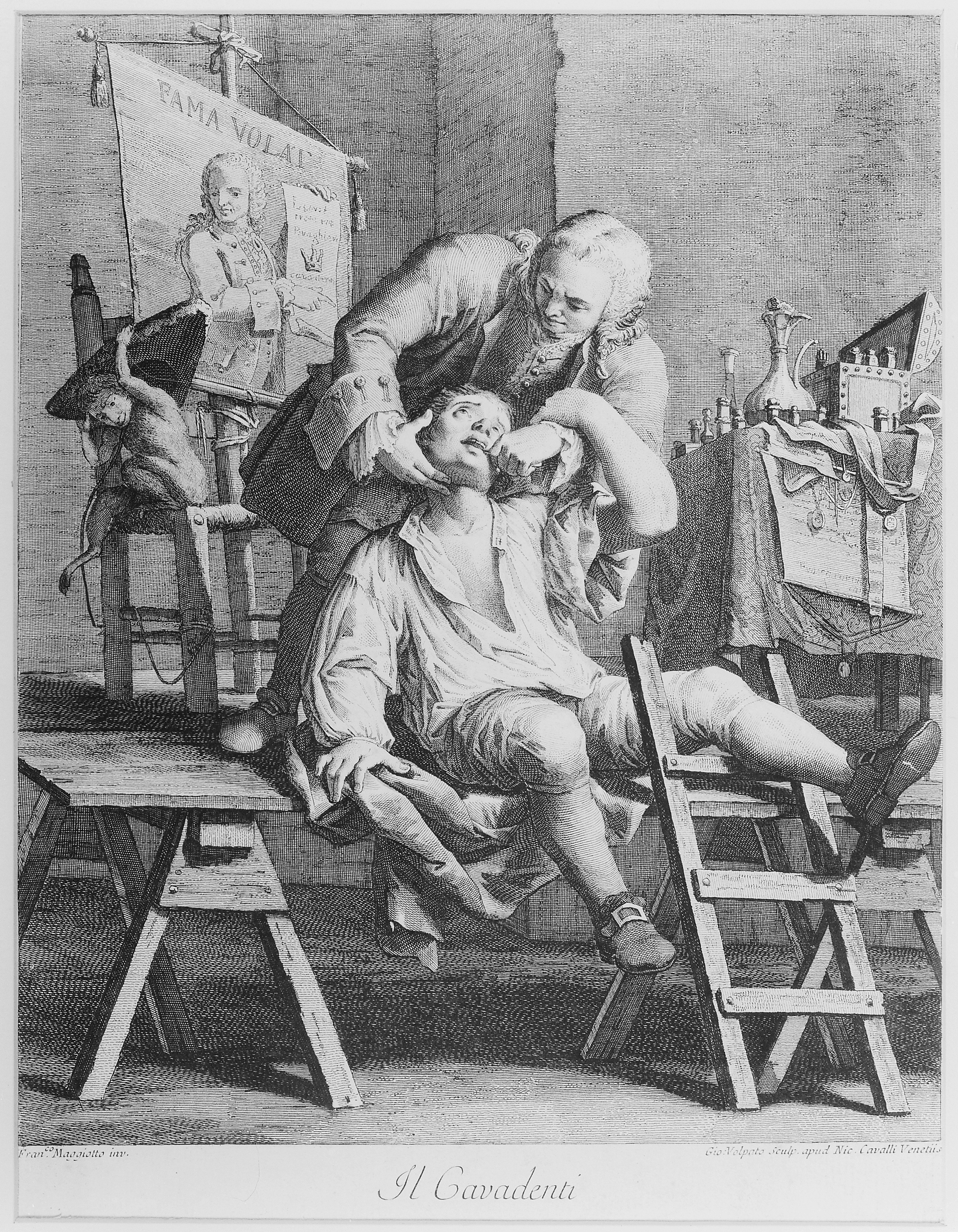
Джованні Вольпато. «Мандрівний зубодер»
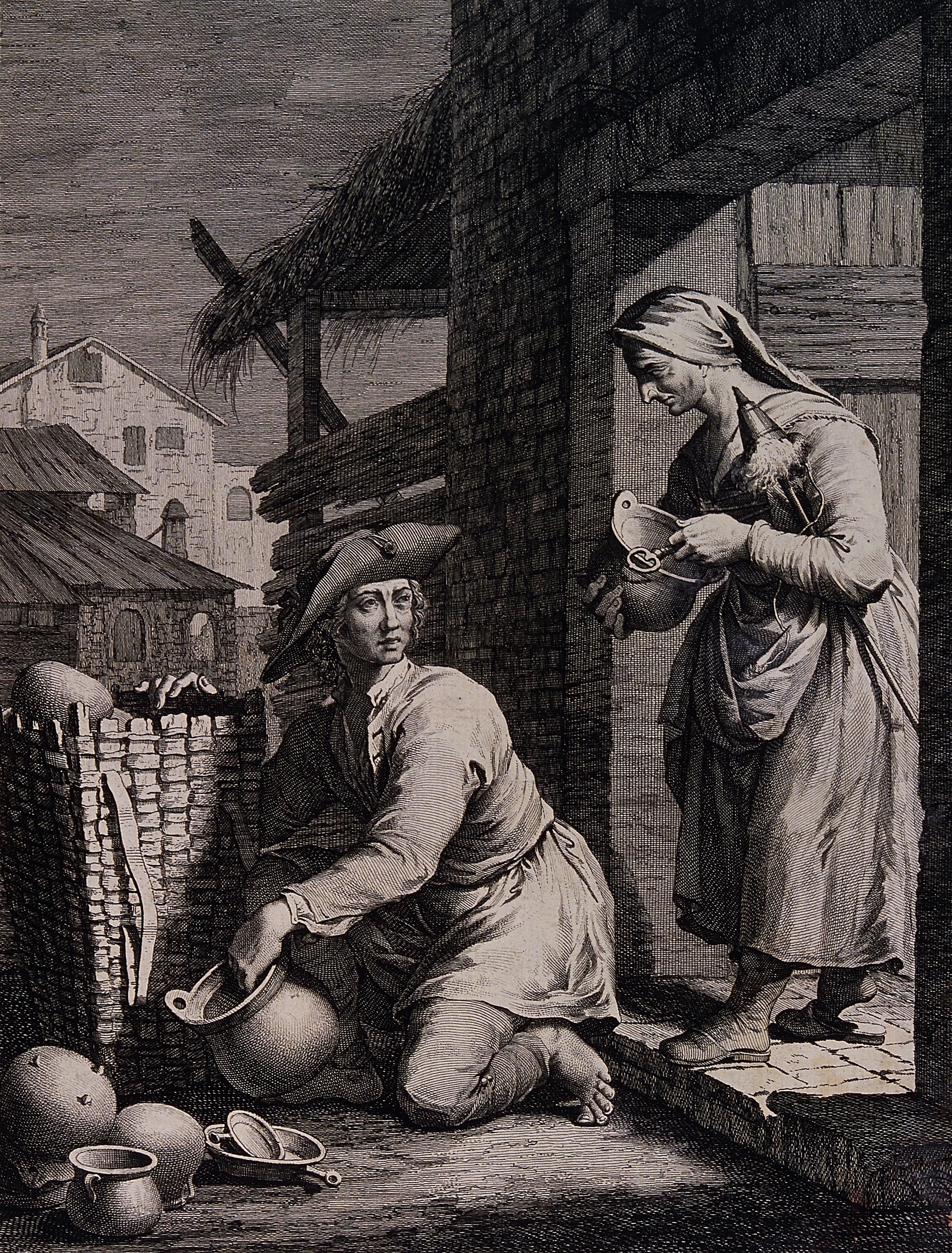
Джованні Вольпато. «Продаж керамічного посуду»
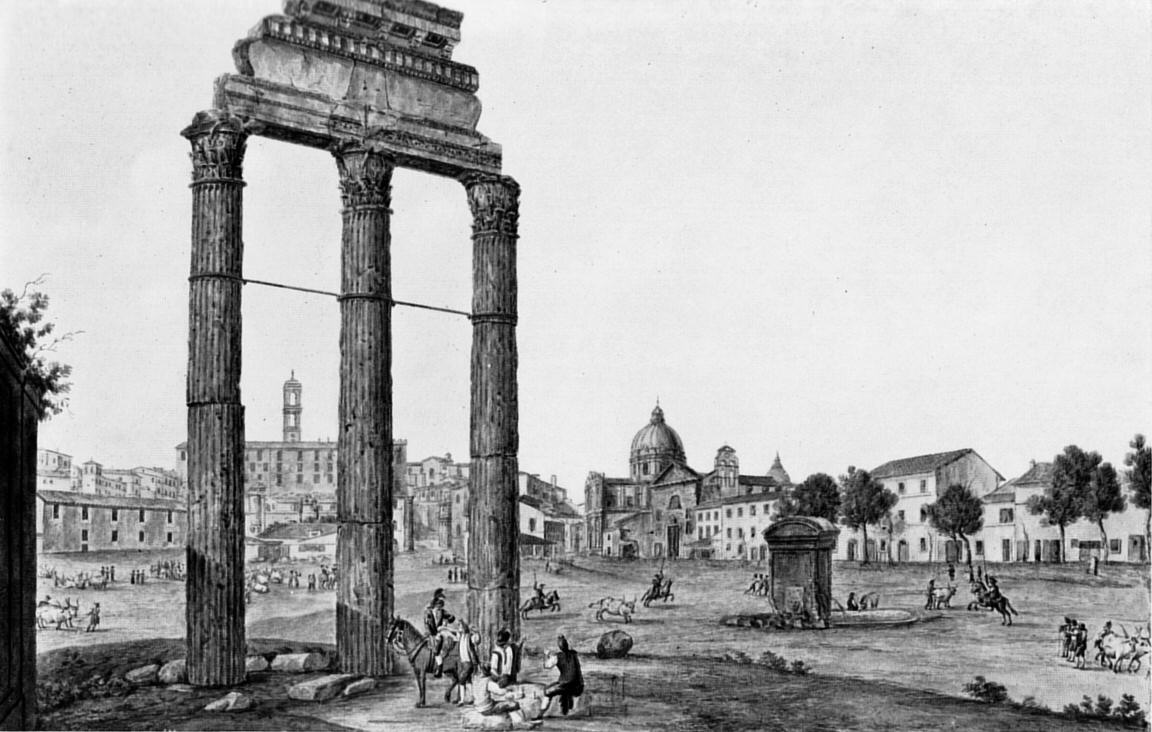
Джованні Вольпато. «Залишки давньоримського форуму».
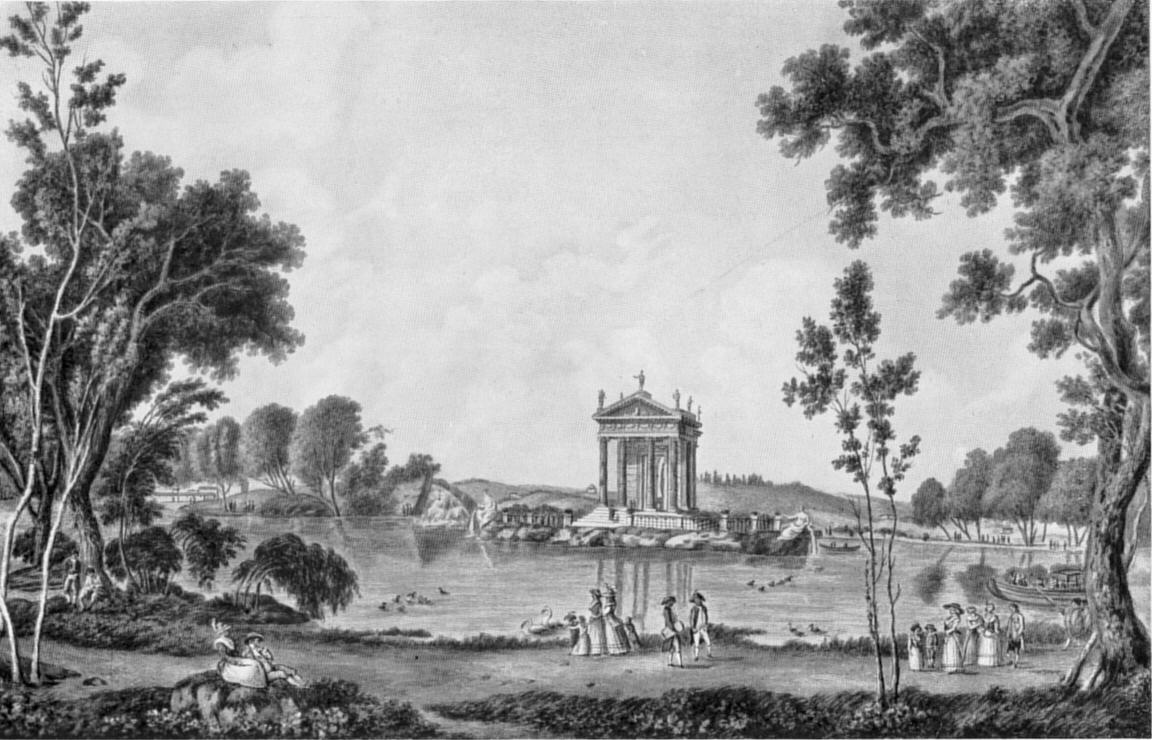
Джованні Вольпато. «Парк вілли Боргезе і парковий павільйон, Рим», бл 1800 р.
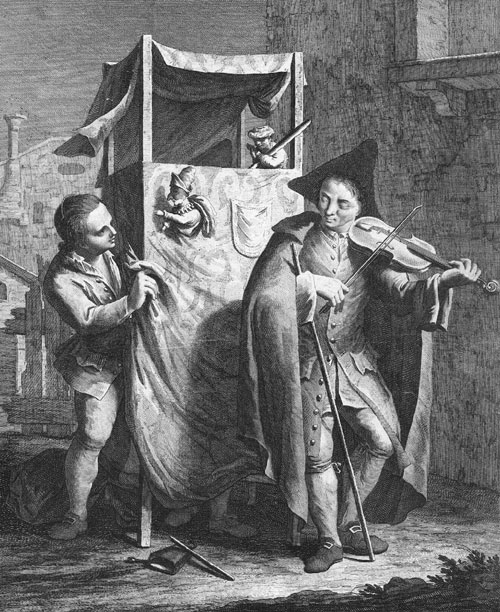
Джованні Вольпато. «Актори італійського лялькового театра», бл. 1770 р.
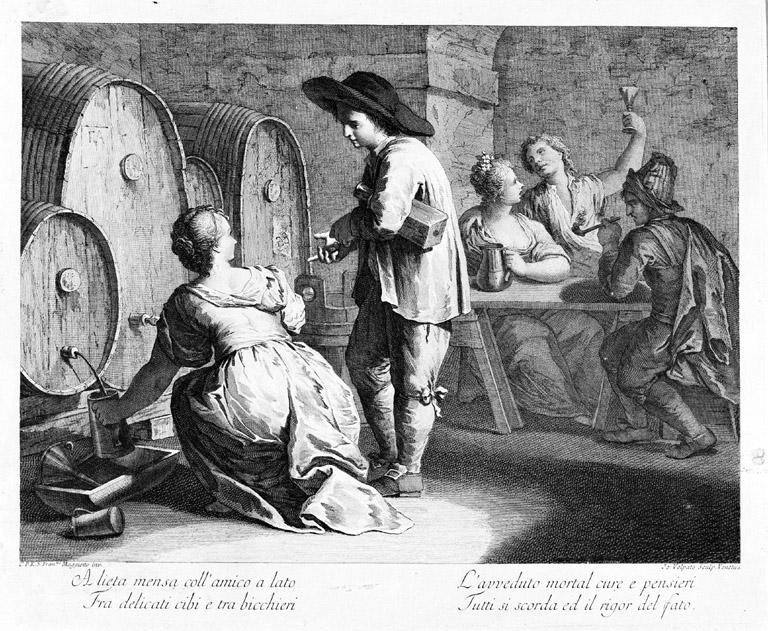
Джованні Вольпато. «Італійська корчма-остерія», Музей вина Торджано, Італія.